# Милерово
Милерово (рус. Миллерово) град је у Русији у Ростовској области. Према попису становништва из 2010. у граду је живело 36499 становника.

## Становништво
| 1939.  | 1959.  | 1970.  | 1979.  | 1989.  | 2002.  | 2010.  |
| ------ | ------ | ------ | ------ | ------ | ------ | ------ |
| 24.048 | 30.005 | 34.627 | 36.195 | 37.346 | 38.498 | 36.499 |